# Hiuqqitaaq
Der Hiuqqitaaq, vormals bis 2012 offiziell Hiukitak River, ist ein 123 km langer Zufluss der Bucht Kiluhiqtuq (vormals Bathurst Inlet) im kanadischen Territorium Nunavut.

## Verlauf
Der Hiuqqitaaq hat sein Quellgebiet in einer Seengruppe 85 km nordöstlich der Siedlung Bathurst Inlet. Der Hiuqqitaaq wird von einem 38 km² großen namenlosen See gespeist. Er durchfließt anfangs einen knapp 23 km langen langgestreckten namenlosen See in südlicher Richtung. Anschließend fließt er noch weitere 17,5 km nach Süden. Auf diesem Abschnitt liegen weitere langgestreckte seenartige Flussverbreiterungen. Nachdem ein namenloser größerer Nebenfluss aus Richtung Südsüdost auf den Hiuqqitaaq trifft, wendet sich dieser nach Westen. Bei den Flusskilometern 70 und 59 münden zwei größere Nebenflüsse von Süden kommend in den Hiuqqitaaq. Ab Flusskilometer 58 fließt der Hiuqqitaaq nach Nordwesten und schließlich nach Norden. Dabei durchschneidet er die Gesteinsformationen des Kanadischen Schilds. Auf seinen letzten 10 Kilometern wendet sich der Hiuqqitaaq nach Westen und erreicht eine etwa 6 Kilometer lange Mündungsbucht an der Ostküste der Bucht Kiluhiqtuq, 45 km nordöstlich der Siedlung Bathurst Inlet. Direkt vor der Mündungsbucht befindet sich die Insel Qikiqtakapfaaluk.